# مدارس البوذية

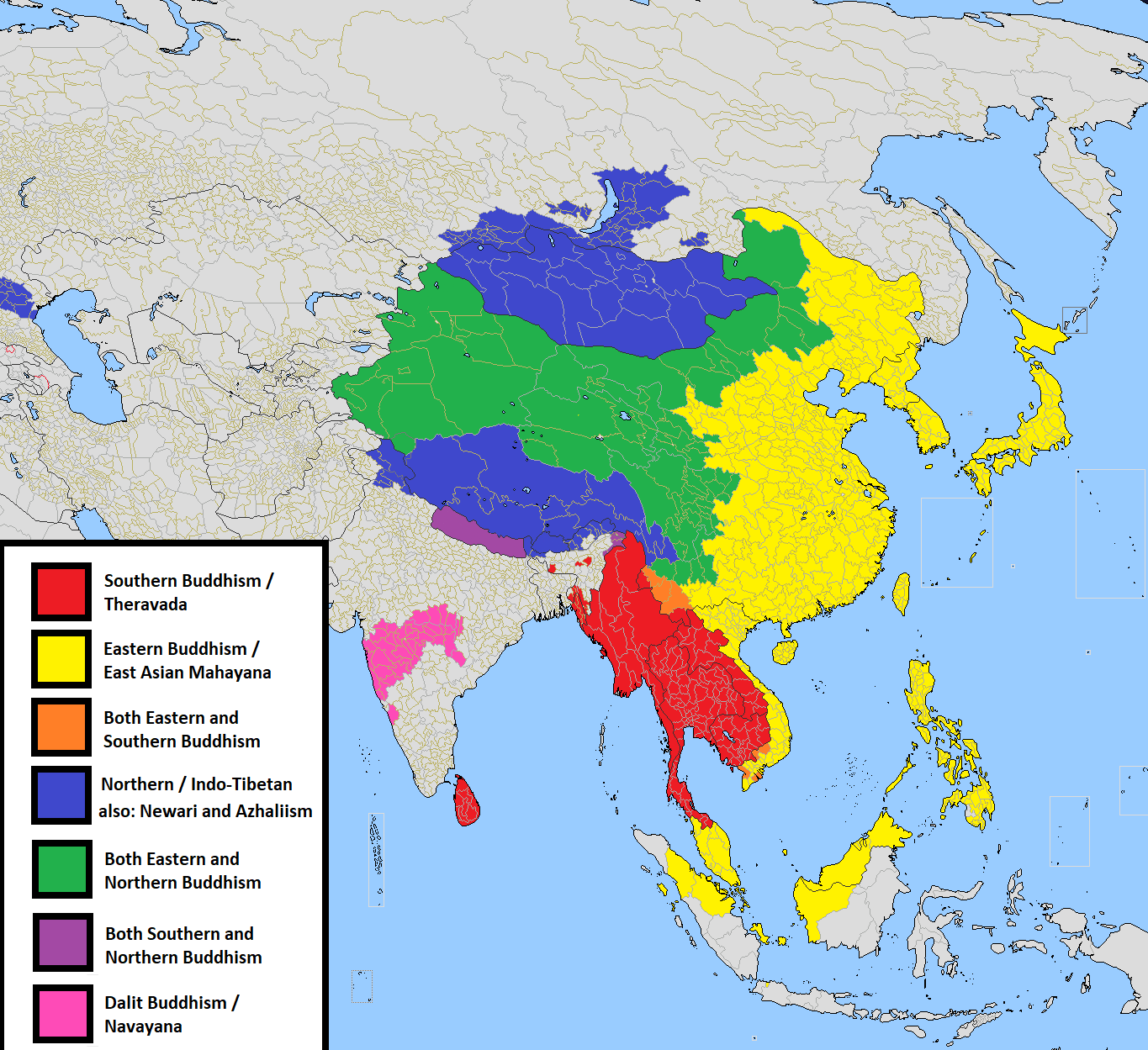
خريطة تبين الأقسام الرئيسية لمدارس البوذية.

مدارس البوذية (بالإنجليزية: Schools of Buddhism)‏ هي الأقسام المؤسسية والفقهية البوذية الموجودة منذ العصور القديمة حتى الوقت الراهن. تصنيف المظاهر الثقافية أو الفلسفية أو الفقهية لمدارس البوذية وطبيعتها أمر مُبهم وجرى تفسيره بطرق مختلفة عديدة، غالبًا نتيجة العدد الضخم (البالغ ألوفًا على الأرجح) من الطوائف والطوائف الفرعية والحركات وما إلى ذلك، التي شكلت في الماضي أو تشكل حاليًا مجمل التقاليد البوذية. الأقسام الطائفية والنظرية للبوذية، مع ذلك، هي جزء من نطاق الدراسات البوذية المعاصر، والدين المقارن في آسيا.
من وجهة نظر معظمها إنجليزية، وأكاديمية غربية إلى حد ما، تنقسم البوذية إلى مجموعتين: تيرافادا، وتعني حرفيًا: «تعاليم الحكماء» أو «التعاليم القديمة»، وماهايانا، معناها الحرفي: «المركبة العظيمة». التصنيفات الثلاثة الأكثر شيوعًا بين الباحثين هي: تيرافادا، وماهايانا، وفاجرايانا.

## تصنيفاتها
في الدراسات البوذية المعاصرة، تنقسم البوذية الحديثة غالبًا إلى ثلاثة أفرع، أو تقاليد، أو فئات رئيسية:
- تيرافادا («تعاليم الحكماء»)، تُدعى أيضًا «بالبوذية الجنوبية»، تسود بصورة رئيسية في سريلانكا وجنوب شرق آسيا. تركز هذه الطريقة عمومًا على دراسة مجموعتها النصية الرئيسية، وشريعة بالي وغيرها من أشكال الأدب الباليّ. بالتالي اللغة الباليّة هي لغة التواصل المشترك خاصتها ولغتها المقدسة. تُحتسب هذه الطريقة في بعض الأحيان جزءًا من بوذية نيكايا، في إشارة إلى التقاليد البوذية المحافظة في الهند التي لم تقبل الكتب المقدسة الماهايانية ضمن مجموعة تريبيتاكا خاصتها للكتب المقدسة. تُعتبر أحيانًا أنها المدرسة الوحيدة الباقية من المدارس البوذية الأولى، بعد أن اشتُقت من ستافيرا نيكايا عبر طريقة ماهافيهارا السريلانكية.
- ماهايانا الشرق آسيوية («المركبة العظيمة»)، البوذية الشرق آسيوية أو «البوذية الآسيوية»، تبرز في شرق آسيا وهي مشتقة من تقاليد البوذية الصينية التي بدأت بالتطور خلال عهد أسرة هان. تركز الطريقة على التعاليم الموجودة في الكتب المقدسة الماهايانية (التي لا تعتبر شرعية أو موثوقة عند طريقة تيرافادا)، وهي محفوظة في الشريعة البوذية الصينية المكتوبة باللغة الصينية الكلاسيكية. تشمل العديد من المدارس والتقاليد التي تختلف نصوصها واهتماماتها، مثل زن (تشان) والأرض النقية.
- فاجرايانا («مركبة فاجرا»)، تُعرف أيضًا باسم مانترايانا، وبوذية التانترا والبوذية الباطنية. تتمثل هذه الفئة أكثر تمثلها في «البوذية الشمالية»، وتدعى أيضًا «بالبوذية الهندية – التبتية» (أو «البوذية التبتية»)، لكنها تتداخل مع بعض أشكال البوذية الشرق آسيوية (إنظر: شينغون). تبرز في التبت، بوتان وإقليم الهيمالايا وكذلك في منغوليا وجمهورية قلميقيا الروسية. تُعتبر في بعض الأحيان جزءًا من بوذية ماهايانا الأوسع منها بدلًا عن اعتبارها طريقة منفصلة. نصوص البوذية الهندية – التبتية الرئيسية محتواة في مجموعتي الكنجور والتنجور. إلى جانب دراسة نصوص الماهايانا الرئيسية، يشدد هذا الفرع على دراسة مواد بوذية تانترا، المتعلقة بالتانترات البوذيين بصورة رئيسية.
- نافايانا («المركبة الجديدة»)، تُدعى أيضًا «بيمايانا»، أو «البوذية الجديدة» أو «البوذية الأمبيدكاريتية»،[5][6] تسود في الدرجة الأولى في ماهاراشتا، الهند. تشير إلى إعادة تفسير البوذية التي قام بها بي. آر. أمبيدكار. وُلد أمبيدكار لأسرة من طبقة المنبوذين خلال الحقبة الاستعمارية في الهند، درس خارج البلاد، وأصبح أحد زعماء المنبوذين، أعلن في عام 1935 نيته التحول عن الهندوسية لاعتناق البوذية.[7] درس بعدها أمبيدكار نصوص البوذية، ووجد عدة من معتقداتها وعقائدها الجوهرية مثل الحقائق النبيلة الأربع والأناتا ناقصة ومتشائمة، وأعاد ترجمتها في ما دعاه «المركبة الجديدة» البوذية.[8] عقد أمبيدكار مؤتمرًا صحفيًا في يوم 13 أكتوبر من عام 1956، أعلن فيه رفضه لبوذية تيرافادا وماهايانا، إضافة إلى الهندوسية. هجر الهندوسية بعد ذلك واعتنق بوذية نافايانا لمدة ستة أسابيع تقريبًا قبل وفاته. في حركة المنبوذين البوذيين الهندية، تُعتبر نافايانا فرعًا جديدًا من البوذية، مختلفًا عن أفرع تيرافادا وماهايانا وفاجرايانا المتعارف عليها تقليديًا. تتبع بوذية ماراتي فرع نافايانا.[7][9]

يُعد التمييز بين تقاليد الرِسامة الرهبنية المختلفة من الطرق الأخرى لتصنيف أشكال البوذية المختلفة. توجد ثلاثة تقاليد رئيسية من القانون الرهبني (فينايا) يتوافق كل واحد منها مع الفئات الموضحة أعلاه:
- قانون تيرافادا الرهبني
- قانون دارماغوبتاكا الرهبني
- قانون مولاسارفاستيفادا الرهبني

## اصطلاحًا
اصطلاحات الأقسام الرئيسية للبوذية قد تكون مربكة، إذ إن البوذية تقسمت مرارًا على أيدي الباحثين والممارسين وفقًا لمعايير جغرافية وتاريخية وفلسفية، وغالبًا ما تباينت المصطلحات بتباين السياقات. قد تُصادَف المصطلحات التالية في شروحات أقسام البوذية الرئيسية:
«البوذية المحافظة»:
اسم بديل لمدارس البوذية الأولى.
«مدارس البوذية الأولى»:
المدارس التي انقسمت البوذية بينها في بضعة القرون الأولى؛ واحدة منها فقط بقيت كمدرسة مستقلة، وهي تيرافادا.
«البوذية الشرق آسيوية»:
مصطلح يستخدمه الباحثون لتغطية التقاليد البوذية لليابان، وكوريا، ومعظم الصين وجنوب شرق آسيا.
«البوذية الشرقية»:
اسم بديل استخدمه الباحثون للبوذية الشرق آسيوية؛ يستخدم أيضًا في بعض الأحيان للإشارة إلى كل أشكال البوذية التقليدية، كتمييز عن الأشكالة المُغرّبة.
«إيكايانا» (يانا واحد):
سعت النصوص الماهايانية مثل سوترا لوتس وسوترا أفاتامساكا إلى توحيد كافة التعاليم المختلفة في طريقة كبرى واحدة. تلعب هذه النصوص دور الإلهام في استخدام مصطلح إيكايانا بمعنى «مركبة واحدة». أصبحت هذه «المركبة الواحدة» مظهرًا أساسيًا من مظاهر عقائد وممارسات طائفتي تيانتاي وتينداي البوذيتان، التان ألهمتا لاحقًا ممارسات وعقائد تشان وزِن. في اليابان، ألهمت تعاليم المركبة الواحدة الخاصة بسوترا لوتس تشكيل طائفة نيتشيرين أيضًا.
«البوذية الباطنية»:
يُعتبر عادةً مرادفًا لـ «فاجرايانا». طبق بعض الباحثين المصطلح على بعض الممارسات الموجودة ضمن تيرافادا، بخاصة في كمبوديا.
«هينايانا»:
يعني حرفيًا «المركبة الأدنى». اعتُبر مصطلحًا جدليًا عندما طبقته ماهايانا للإشارة خطأً إلى مدرسة تيرافادا، وعلى هذا النحو يُنظر إليه على أنه متعال وتحقيري. علاوة على ذلك، يُشير مصطلح هينايانا إلى المدارس ذات المجموعة المحدودة من الآراء والممارسات والنتائج التي سبقت تطور القاليد الماهايانية ولم تعد موجودة الآن. غالبًا ما يُستخدم المصطلح في الوقت الحالي كطريقة لوصف مرحلة على طريق البوذية التبتية، لكن في الغالب يُخلط خطأً بينه وبين طريقة تيرافادا المعاصرة، التي هي أكثر تعقيدًا، وتنوعًا وعمقًا، من التعريف الحرفي والضيق المنسوب إلى مصطلح هينايانا. يُعتبر استخدامه في المناشير العلمية الآن جدليًا أيضًا.
«اللاميّة»:
مصطلح قديم ما زال مستخدمًا في بعض الأحيان بصورة مرادفة للبوذية التبتية؛ ويُعتبر مهينًا على نحو واسع.
«ماهايانا»:
حركة انبثقت من المدارس البوذية الأولى، سوية إلى جانب سليلتيها، البوذية الشرق آسيوية والبوذية التبتية. تُعدد تقاليد فاجرايانا في بعض الأحيان بصورة منفصلة. يُستخدم المصطلح في التقاليد الشرق آسيوية والتبتية بصورة رئيسية للإشارة إلى المستويات الروحية، بصرف النظر عن المدرسة.

## اقرأ أيضاً
- البوذية
- سوترانتيكا